# Kính hiển vi soi nổi
Kính hiển vi soi nổi thuộc dòng kính hiển vi quang học cung cấp chế độ xem ba chiều của mẫu vật. Các bộ phận của kính hiển vi soi nổi bao gồm vật kính và thị kính riêng biệt tạo ra hai đường dẫn quang học riêng biệt cho mỗi mắt. Đó là lý do góc nhìn sẽ khác nhau đối với mắt trái và mắt phải tạo ra hình ảnh ba chiều nên nó còn được gọi là kính hiển vi soi nổi.
Kính hiển vi soi nổi sử dụng ánh sáng phản xạ từ bề mặt của vật thể thay vi truyền qua nó, vì thế thiết bị này được dùng để quan sát các mẫu vật ở độ phóng đại thấp. Kính hiển vi soi nổi thường được sử dụng để quan sát các mô hình, tế bào, nghiên cứu chế tạo đồng hồ, kiểm tra và sửa chữa bảng mạch, linh kiện điện tử… 
Đặc điểm của kính hiển vi soi nổi:
- Hai mục tiêu riêng biệt
- Hai đường quang riêng biệt
- Sử dụng ánh sáng phản chiếu từ vật thể
- Phạm vi phóng đại điển hình trong khoảng từ 10x đến 50x
- hình ảnh ba chiều.

## Lịch sử hình thành
Kính hiển vi soi nổi đầu tiên được phát minh vào năm 1892 và có mặt trên thị trường vào năm 1896, được sản xuất bởi Zeiss AG ở Jena, Đức. Đây là nhà động vật học người Mỹ Horatio Saltonstall Greenough lớn lên trong giới thượng lưu ở Boston, Massachusetts, là con trai của nhà điêu khắc nổi tiếng Horatio Greenough Sr. Không còn áp lực phải kiếm sống, thay vào đó, anh theo đuổi sự nghiệp khoa học và chuyển đến Pháp. 
Tại đài quan sát biển ở Concarneau trên bờ biển Bretton, dẫn đầu bởi cựu giám đốc của Muséum National d'histoire naturelle , Georges Pouchet, ông bị ảnh hưởng bởi những lý tưởng khoa học mới trong ngày, cụ thể là thử nghiệm. Trong khi mổ xẻ các mẫu vật đã chết và đã chuẩn bị sẵn là mối quan tâm chính của các nhà động vật học, nhà giải phẫu học và nhà hình thái học, thì trong thời gian Greenough ở Concarneau, mối quan tâm của ông đã được thay đổi trong việc thử nghiệm trên các sinh vật sống và đang phát triển. Bằng cách này, các nhà khoa học có thể nghiên cứu sự phát triển của phôi trong thực tế chứ không phải là một loạt các mẫu vật không còn sống. 
Để tạo ra những hình ảnh phù hợp với không gian ba chiều và kích thước tương đối của các phôi sinh vật biển không xương sống đang phát triển, cần phải có một kính hiển vi mới. Mặc dù trước đó đã có những nỗ lực chế tạo kính hiển vi soi nổi, chẳng hạn như Chérubin d'Orleans và Pieter Harting, không cái nào phức tạp về mặt quang học. Hơn nữa, cho đến những năm 1880, không có nhà khoa học nào cần kính hiển vi có độ phân giải thấp như vậy.
Greenough đã hành động và chịu ảnh hưởng bởi những nỗ lực của đồng nghiệp tại Concarneau, Laurent Chabry , nhằm xây dựng các cơ chế phức tạp để xoay và điều khiển phôi sống, ông đã nghĩ ra công cụ của riêng mình. Dựa trên khám phá gần đây về khả năng hai mắt là nguyên nhân của nhận thức chiều sâu của Charles Wheatstone , Greenough đã thiết kế dụng cụ của mình với hiện tượng lập thể trong tâm trí.

## Sự khác biệt giữa kính hiển vi soi nổi với kính hiển vi quang học
Không giống như kính hiển vi thông thường, chiếu sáng trong kính hiển vi soi nổi thường sử dụng chiếu sáng phản xạ hơn là chiếu sáng truyền qua (diascopic), nghĩa là ánh sáng phản xạ từ bề mặt của vật thể chứ không phải ánh sáng truyền qua vật thể. Việc sử dụng ánh sáng phản xạ từ vật thể cho phép kiểm tra các mẫu vật quá dày hoặc mờ đục đối với kính hiển vi phức hợp. Một số kính hiển vi soi nổi cũng có khả năng chiếu sáng truyền qua, điển hình là bằng cách có một bóng đèn hoặc gương bên dưới một bệ trong suốt bên dưới vật thể, mặc dù không giống như kính hiển vi ghép, ánh sáng truyền qua không được hội tụ qua một tụ điện trong hầu hết các hệ thống . Kính soi nổi với đèn chiếu sáng được trang bị đặc biệt có thể được sử dụng cho kính hiển vi trường tối, sử dụng ánh sáng phản xạ hoặc truyền qua.
Khoảng cách làm việc lớn và độ sâu trường ảnh là những phẩm chất quan trọng đối với loại kính hiển vi này. Cả hai đều có mối tương quan nghịch với độ phân giải: độ phân giải càng cao ( tức là khoảng cách mà hai điểm liền kề có thể được phân biệt là riêng biệt càng lớn) thì độ sâu trường ảnh và khoảng cách làm việc càng nhỏ. Một số kính hiển vi soi nổi có thể mang lại độ phóng đại hữu ích lên tới 100×, có thể so sánh với vật kính 10× và thị kính 10× trong kính hiển vi ghép thông thường, mặc dù độ phóng đại thường thấp hơn nhiều. Đây là khoảng một phần mười độ phân giải hữu ích của kính hiển vi quang học phức hợp bình thường.
Khoảng cách làm việc lớn ở độ phóng đại thấp rất hữu ích trong việc kiểm tra các vật thể rắn lớn như bề mặt đứt gãy, đặc biệt là sử dụng chiếu sáng sợi quang như được thảo luận bên dưới. Các mẫu như vậy cũng có thể được thao tác dễ dàng để xác định các điểm quan tâm.

## Cấu tạo của kính hiển vi soi nổi
Các bộ phận của kính hiển vi soi nổi đều có chức năng và mục đích sử dụng khác nhau. Cụ thể:
- Đầu âm thanh nổi: Bộ phận này có thể di chuyển và giúp giữ hai thị kính.
- Thấu kính mắt: Đây là những thị kính mà qua đó người xem nhìn vào mẫu vật. Các thị kính thường được đặt ở độ phóng đại 10 lần.
- Cài đặt Diopter: Nó bù cho sự khác biệt về lấy nét giữa mắt trái và mắt phải.
- Vật kính: Kính hiển vi soi nổi sẽ có hai vật kính riêng biệt, mỗi vật kính kết nối với một trong các thị kính. Thị kính và vật kính cùng xác định độ phóng đại của kính hiển vi. Nó cho phép bạn thay đổi mức độ phóng đại tùy thuộc vào nhu cầu sử dụng.
- Núm lấy nét: Kính hiển vi soi nổi thường có núm lấy nét để di chuyển đầu kính hiển vi lên xuống giúp mang lại hình ảnh sắc nét của vật thể.
- Tấm kính nền: Nó được đặt ngay dưới vật kính. Đây là nơi mẫu vật được đặt để xem. Một số kính hiển vi soi nổi có các tấm nền đen trắng có thể đảo ngược để cung cấp độ tương phản phù hợp với vật thể cần quan sát.

## Độ phóng đại
Có hai loại hệ thống phóng đại chính trong kính hiển vi soi nổi. Một loại là độ phóng đại cố định trong đó độ phóng đại chính đạt được bằng một bộ vật kính được ghép nối với một mức độ phóng đại đã đặt. Cái còn lại là độ phóng đại thu phóng hoặc toàn bộ, có khả năng thay đổi mức độ phóng đại liên tục trong một phạm vi đã đặt. Các hệ thống thu phóng có thể đạt được độ phóng đại hơn nữa thông qua việc sử dụng các vật kính phụ giúp tăng tổng độ phóng đại theo một hệ số đã đặt. Ngoài ra, tổng độ phóng đại trong cả hệ thống thu phóng và cố định có thể thay đổi bằng cách thay đổi thị kính.
Trung gian giữa hệ thống phóng đại cố định và hệ thống phóng đại thu phóng là một hệ thống được gán cho Galileo là " hệ thống quang học Galilean "; ở đây, một sự sắp xếp các thấu kính lồi có tiêu cự cố định được sử dụng để cung cấp độ phóng đại cố định, nhưng với điểm khác biệt quan trọng là các thành phần quang học giống nhau trong cùng một khoảng cách, nếu đảo ngược về mặt vật lý, sẽ tạo ra độ phóng đại khác, mặc dù vẫn cố định. Điều này cho phép một bộ thấu kính cung cấp hai độ phóng đại khác nhau; hai bộ thấu kính để cung cấp bốn độ phóng đại trên một tháp pháo ; ba bộ thấu kính cung cấp sáu độ phóng đại và vẫn sẽ vừa với một tháp pháo. Kinh nghiệm thực tế cho thấy rằng người Ga-li-lê như vậy hệ thống quang học cũng hữu ích như hệ thống thu phóng đắt tiền hơn đáng kể, với lợi thế là biết độ phóng đại được sử dụng làm giá trị đặt mà không cần phải đọc thang đo tương tự. (Ở những địa điểm xa xôi, độ bền của hệ thống cũng là một lợi thế không hề nhỏ.)

## Chiếu sáng
Các mẫu vật nhỏ nhất thiết phải được chiếu sáng cường độ cao, đặc biệt là ở độ phóng đại cao và điều này thường được cung cấp bởi nguồn sáng sợi quang. Sợi quang sử dụng đèn halogen cung cấp lượng ánh sáng cao cho một đầu vào nguồn nhất định. Đèn đủ nhỏ để dễ dàng lắp gần kính hiển vi, mặc dù chúng thường cần làm mát để giảm nhiệt độ cao từ bóng đèn. Cuống sợi quang cho phép người vận hành tự do lựa chọn các điều kiện chiếu sáng thích hợp cho mẫu. Thân cây được bọc trong một lớp vỏ bọc dễ dàng di chuyển và thao tác đến mọi vị trí mong muốn. Thân cây thường kín đáo khi đầu sáng ở gần mẫu vật, do đó thường không cản trở hình ảnh trong kính hiển vi. Kiểm tra gãy xươngcác bề mặt thường xuyên cần chiếu sáng xiên để làm nổi bật các đặc điểm bề mặt trong quá trình chụp cắt lớp và đèn sợi quang là lý tưởng cho mục đích này. Một số thân đèn như vậy có thể được sử dụng cho cùng một mẫu vật, do đó tăng cường độ chiếu sáng hơn nữa.
Những phát triển gần đây hơn về ánh sáng dùng cho kính hiển vi phân tích bao gồm việc sử dụng đèn LED công suất cao , tiết kiệm năng lượng hơn nhiều so với halogen và có thể tạo ra phổ màu ánh sáng, khiến chúng hữu ích cho phân tích fluorophore của các mẫu sinh học (không thể với nguồn sáng halogen hoặc hơi thủy ngân).